# Sinularia grayi
Sinularia grayi är en korallart som beskrevs av Tixier-Durivault 1945. Sinularia grayi ingår i släktet Sinularia och familjen läderkoraller. Inga underarter finns listade i Catalogue of Life.